# Pinball, 1973
Pinball, 1973 (1973年のピンボール Sen Kyūhyaku Nanajū San Nen no Pinbōru) là tên tiểu thuyết phát hành năm 1980 của nhà văn Nhật Bản Murakami Haruki. Đây là cuốn thứ hai nằm trong chùm truyện về Chuột, tiếp nối Lắng nghe gió hát và theo sau là Cuộc săn cừu hoang. Tựa đề Pinbal năm 1973 là để nhại lại tựa đề cuốn tiểu thuyết năm 1967 của Ōe Kenzaburo, Trận bóng đá năm đầu Man'en (万延元年のフットボール Man'en Gannen no Futtoboru).
Mặc dù cả Lắng nghe gió hát và Pinbal, 1973 đều được dịch sang tiếng Anh, hai tiểu thuyết này không được phổ biến nhiều ngoài Nhật Bản vì Murakami Haruki cho rằng nó là hai cuốn yếu nhất trong các tác phẩm của mình. Tại Nhật, bản tiếng Anh nằm trong Kodansha English Library, tập hợp những cuốn sách văn học Nhật được dịch qua tiếng Anh nhằm giúp người Nhật học tiếng Anh, và được in khổ bỏ túi A6. Trước khi được in lại năm 2009, bản tiếng Anh của chúng rất khó tìm và giá rất đắt. Pinball năm 1973 chưa từng được xuất bản qua tiếng Việt.

## Sơ lược nội dung
Tiểu thuyết trải dài từ tháng 9 đến tháng 11 năm 1973. Nội dung sách xoay quanh nhân vật chính xưng tôi (僕 boku) và nỗi ám ảnh của anh với pinball, cuộc sống với chị em sinh đôi bất chợt xuất hiện ở căn hộ của anh, chuyện tại văn phòng dịch thuật và những nỗ lực để tìm lại chiếc máy pinball cũ mà anh từng chơi. Song song tuyến truyện về boku là tuyến truyện ngôi thứ ba về Chuột (鼠 Nezumi), cậu bạn của boku đã thôi học đại học từ năm 1970 được nhắc đến trong Lắng nghe gió hát.
Pinball năm 1973 chứa nhiều yếu tố sau này sẽ được nhắc đến trong các tác phẩm khác của Murakami như cuộc biểu tình của sinh viên, ký ức về cô bạn gái cũ đã chết tên Naoko (sau này được lặp lại trong Rừng Na Uy, đối thoại về cái Giếng (được nhắc lại trong Rừng Na Uy và Biên niên ký chim vặn dây cót), người đồng nghiệp tên Watanabe Noboru, chị em sinh đôi mang áo số 208 và 209 (được nhắc lại trong truyện ngắn Cặp song sinh và lục địa chìm, Giáng sinh của người Cừu).
Ngoài ra, cũng như các tiểu thuyết khác của mình, Pinball năm 1973 đề cập nhiều đến các yếu tố văn hoá như âm nhạc (The Beatles,...), phim ảnh(The Cincinnati Kids,...), văn học (Phê phán lý tính thuần tuý của Immanuel Kant,...), đặc biệt là thông tin về các dòng máy pinball (ví dụ như dòng máy Spaceship mà nhân vật chính từng dùng).

## Giải thưởng
- Giải thưởng Akutagawa (đề cử)
- Giải Văn học mới Noma (đề cử)